# Vandeléville
Vandeléville est une commune française située dans le département de Meurthe-et-Moselle en région Grand Est.

## Géographie

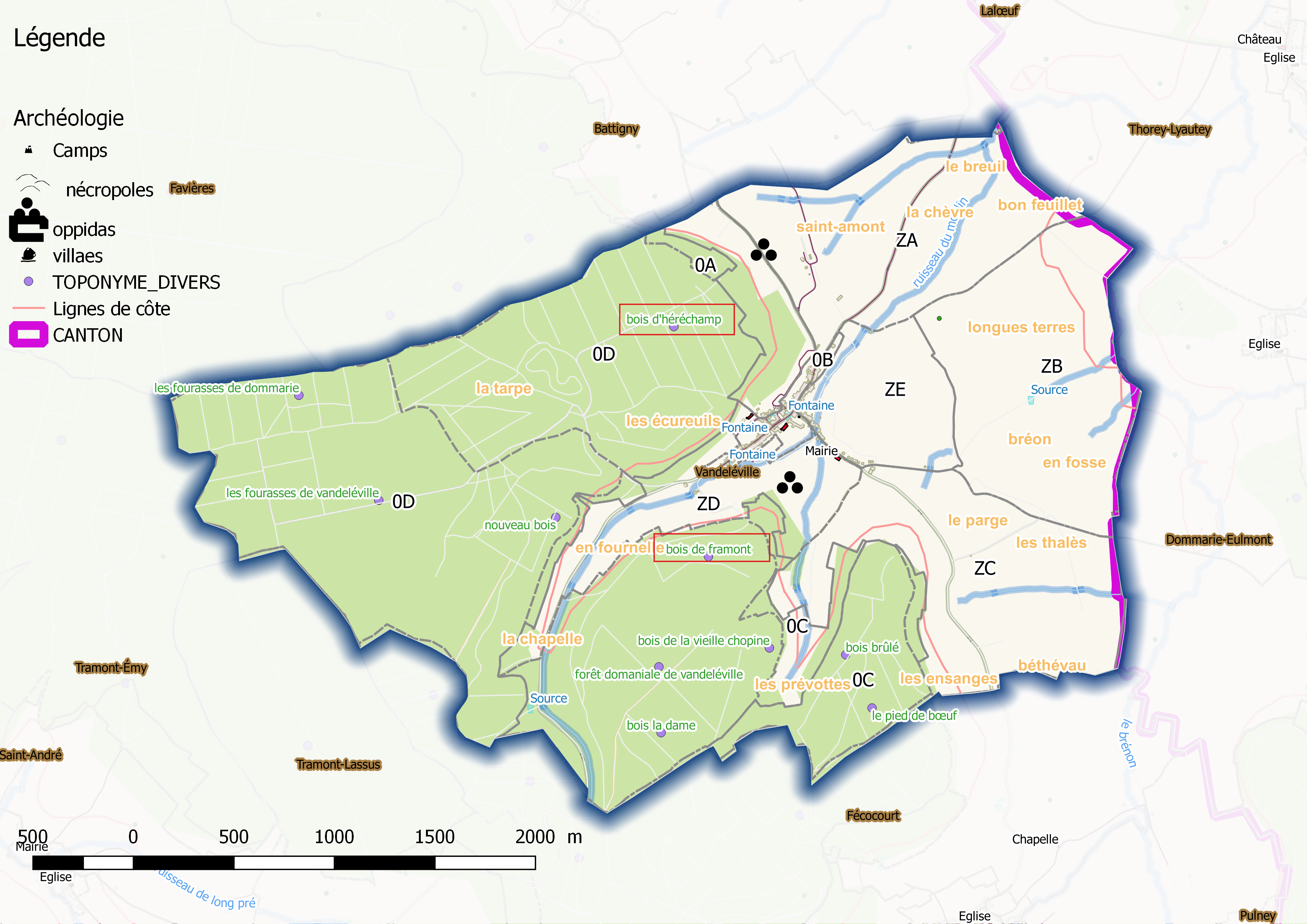
Fig. 1 Vandeleville - ban communal.

Vandeléville se situe à 30 km au sud de Nancy, tout près du département des Vosges, et à seulement 15 km de la ville de Vézelise. D'après les données Corine Land Cover le territoire communal de près de 1 000 hectares comprenait en 2011, plus de 56 % de forêts, 41 % de prairies et terres arables et 2,7 % de zones urbanisées.
Le ban communal est arrosé par le ruisseau du Moulin (3,656 km) et le ruisseau de l'Etang de Vandeléville (2,791 km ) Le village, qui est desservi par les routes départementales 5 et 12 vers Colombey, prend place dans un vallon à la confluence des ruisseaux, au pied d'une ligne de côte qui s'enfonce au sud-ouest dans la forêt.

### Géologie et relief
La commune se compose de 40,53 hectares de territoires artificialisés (5,73 %), 484,85 hectares de territoires agricoles (68,58 %) et 181,78 hectares de forêts et milieux semi-naturels (25,71 %).
Espaces naturels :
- Un espace protégé Natura 2000 :

Gîtes à chiroptères de la Colline inspirée - Erablières, pelouses, église et château de Vandeléville.
- Une zone naturelle d'intérêt écologique, faunistique et floristique (Znieff) :

Gîtes à chiroptères du Saintois.

### Communes limitrophes
| Favières    | Battigny       | Thorey-Lyautey   |
| Tramont-Émy | Vandéléville   | Dommarie-Eulmont |
|             | Tramont-Lassus | Fécocourt        |

### Hydrographie et les eaux souterraines
Hydrogéologie et climatologie : Système d’information pour la gestion des eaux souterraines du bassin Rhin-Meuse :
Territoire communal : Occupation du sol (Corinne Land Cover); Cours d'eau (BD Carthage),
Géologie : Carte géologique; Coupes géologiques et techniques,
 Hydrogéologie : Masses d'eau souterraine; BD Lisa; Cartes piézométriques.
La commune est traversée par la ligne de partage des eaux entre les bassins versants du Rhin et de la Meuse au sein du bassin Rhin-Meuse. Elle est drainée par le ruisseau de l'Étang de Vandeléville et le ruisseau du Moulin,.
Un plan d'eau complète le réseau hydrographique : l'étang de Vandeléville (1,8 ha),.

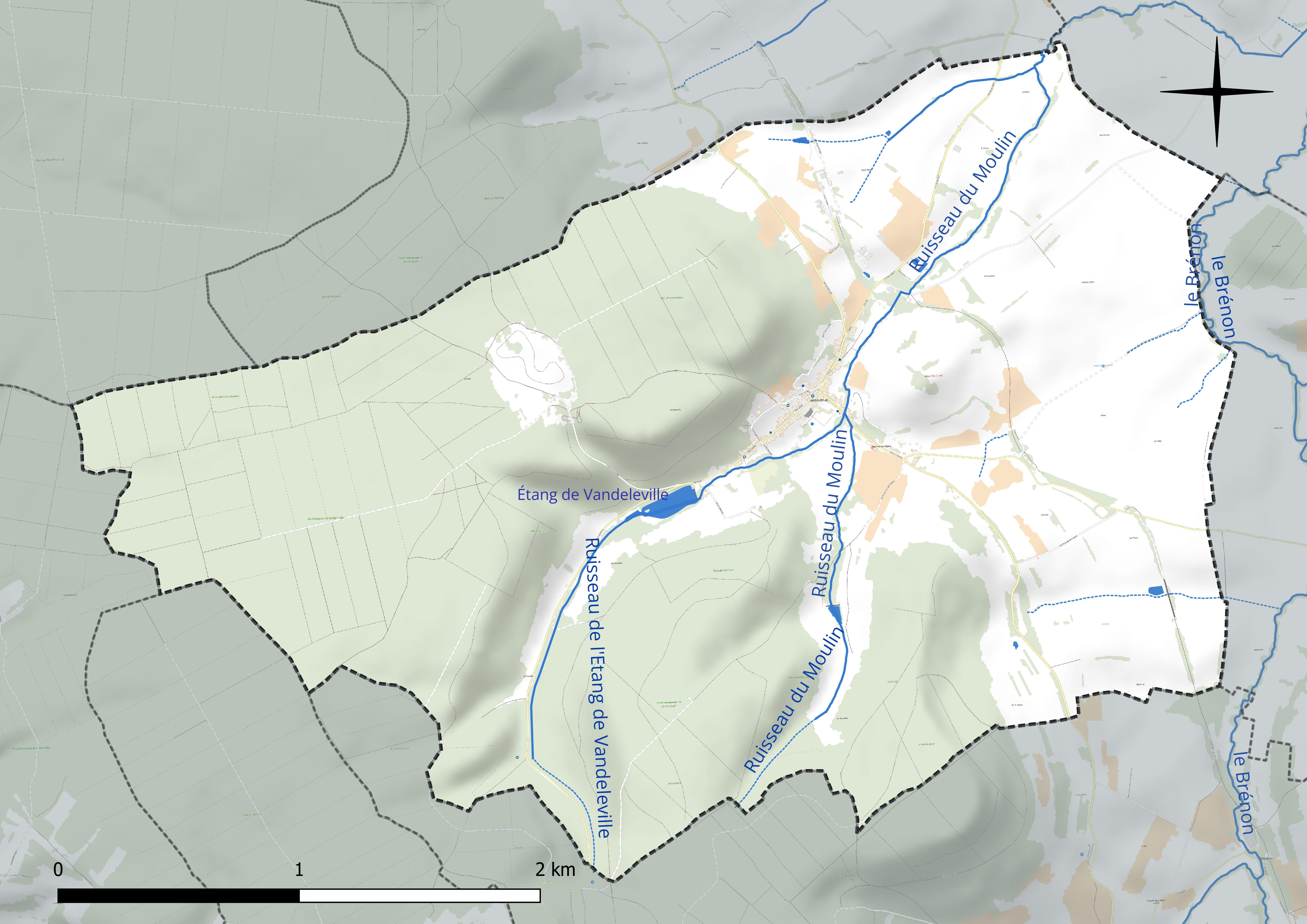
Réseau hydrographique de Vandeléville.

### Climat
Pour des articles plus généraux, voir Climat du Grand Est et Climat de Meurthe-et-Moselle.
En 2010, le climat de la commune est de type climat de montagne, selon une étude du Centre national de la recherche scientifique s'appuyant sur une série de données couvrant la période 1971-2000. En 2020, Météo-France publie une typologie des climats de la France métropolitaine dans laquelle la commune est dans une zone de transition entre le climat océanique altéré et le climat océanique altéré et est dans la région climatique  Lorraine, plateau de Langres, Morvan, caractérisée par un hiver rude (1,5 °C), des vents modérés et des brouillards fréquents en automne et hiver. 
Pour la période 1971-2000, la température annuelle moyenne est de 9,6 °C, avec une amplitude thermique annuelle de 16,8 °C. Le cumul annuel moyen de précipitations est de 1 085 mm, avec 13,4 jours de précipitations en janvier et 10,2 jours en juillet. Pour la période 1991-2020, la température moyenne annuelle observée sur la station météorologique de Météo-France la plus proche, « Mirecourt-inra », sur la commune de Mirecourt à 17 km à vol d'oiseau, est de 10,4 °C et le cumul annuel moyen de précipitations est de 824,3 mm. 
La température maximale relevée sur cette station est de 39,5 °C, atteinte le 25 juillet 2019 ; la température minimale est de −19,5 °C, atteinte le 20 décembre 2009,,. 
Les paramètres climatiques de la commune ont été estimés pour le milieu du siècle (2041-2070) selon différents scénarios d'émission de gaz à effet de serre à partir des nouvelles projections climatiques de référence DRIAS-2020. Ils sont consultables sur un site dédié publié par Météo-France en novembre 2022.

## Urbanisme

### Typologie
Au 1er janvier 2024, Vandeléville est catégorisée commune rurale à habitat dispersé, selon la nouvelle grille communale de densité à sept niveaux définie par l'Insee en 2022.
Elle est située hors unité urbaine. Par ailleurs la commune fait partie de l'aire d'attraction de Nancy, dont elle est une commune de la couronne,. Cette aire, qui regroupe 353 communes, est catégorisée dans les aires de 200 000 à moins de 700 000 habitants,.

### Occupation des sols
L'occupation des sols de la commune, telle qu'elle ressort de la base de données européenne d’occupation biophysique des sols Corine Land Cover (CLC), est marquée par l'importance des forêts et milieux semi-naturels (56,3 % en 2018), une proportion identique à celle de 1990 (56,3 %). La répartition détaillée en 2018 est la suivante : 
forêts (56,3 %), prairies (26,1 %), terres arables (14,9 %), zones urbanisées (2,7 %). L'évolution de l’occupation des sols de la commune et de ses infrastructures peut être observée sur les différentes représentations cartographiques du territoire : la carte de Cassini (XVIIIe siècle), la carte d'état-major (1820-1866) et les cartes ou photos aériennes de l'IGN pour la période actuelle (1950 à aujourd'hui).

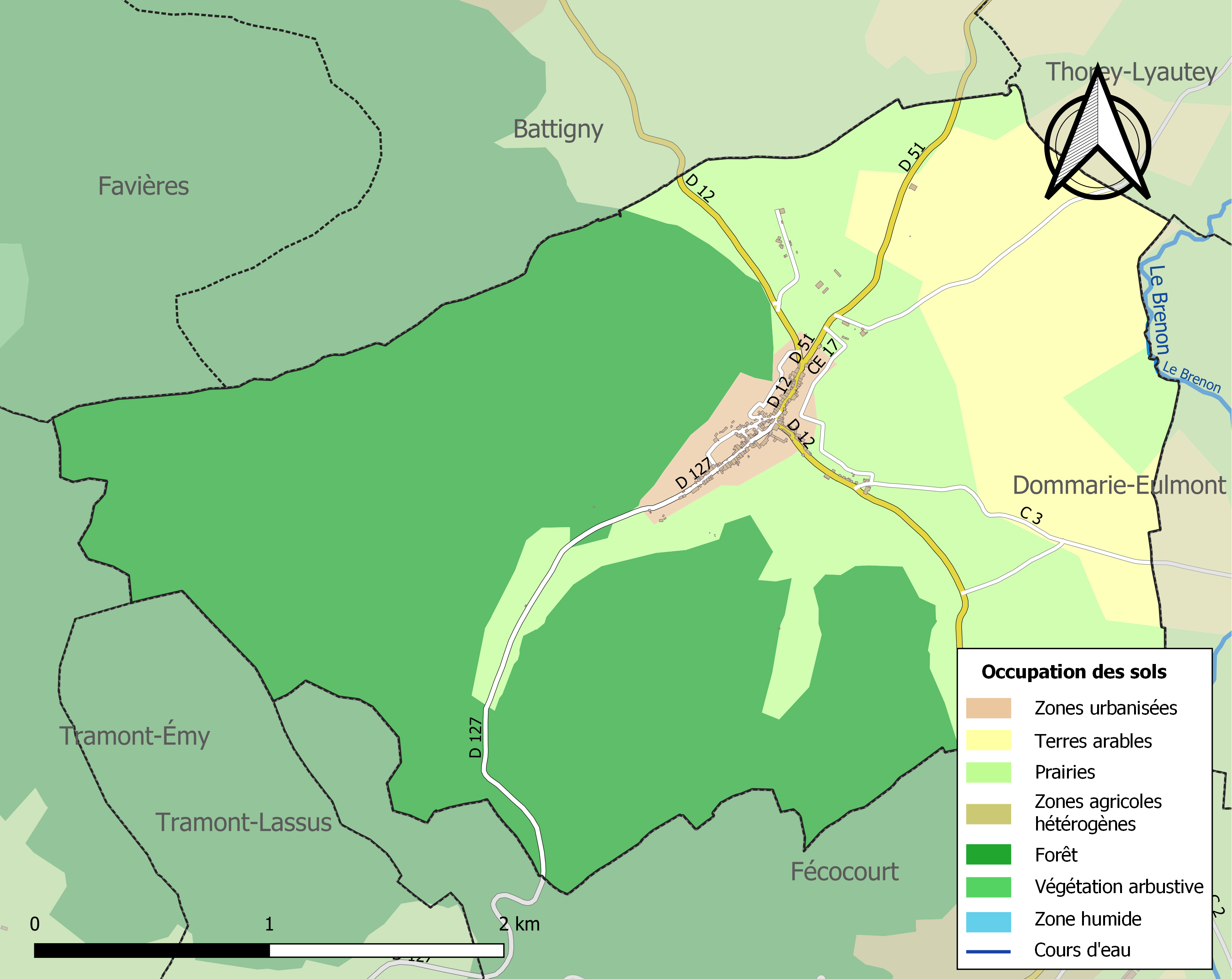
Carte des infrastructures et de l'occupation des sols de la commune en 2018 (CLC).

## Toponymie
Ecclesia de Wandelini villa (1091), Wandini villa (1105), Wandelainvilla (1235), Vendeivilla (1240), Wandelenville (1291), Wandeleinville (1318), Wandelainville (1398), Wandelainvilla et Wandelevilla (1408), Wandellainville (1408), Vandellainville (1500), Vandlainville (1600), sont les différentes graphies du nom de la commune recensées par le dictionnaire topographique de la Meurthe.
En lorrain roman, Vandeléville se prononce Vòdneyville ou Wèdlèvil.
Un lieu-dit la Chapelle, au sud de la commune, dans le vallon du ruisseau du Moulin indique l'existence probable d'un culte ancien christianisé à la source de ce cours d'eau.

## Histoire

### Antiquité et préhistoire
Beaupré signale dans son répertoire archéologique :
« En 1798, découvertes de sépultures au pied de la hauteur, substructions et médaille d'Antonin. D'autres monnaies ont été trouvées, il y a environ 50 ans, dans des carrières situées au sommet du mont Curel. Aux lieudits Herchamp, au pied de Framont, vestiges de constructions gallo-romaines (Olry). »

### Moyen Âge et renaissance
H. Lepage trace dans son dictionnaire des communes de Meurthe un rapide portrait de l'histoire communale.
«l'évêque Pibon de Toul confirma en 1075 le prieuré de Vandeléville fondé par Dame Richarde. Plus tard le comte de Vaudémont, Hugues, donna à son fils ainé les droits de cette terre, seigneurie qui fut érigée en comté en 1723 en faveur de Jean-Philippe, comte de Cardon-Vidampierre (prieuré du chapitre de Saint-Léon de l'abbaye Saint-Léon de Toul )»
Il signale également la destruction d'un village plus ancien (Raville ou Roville) antérieurement situé entre les chemins de Fécocourt et d'Eulmont.

### Anecdote
«Dans les villages de Grimonviller, de Fécocourt, de Vandéleville. etc., pas une femme, depuis la jeune fille jusqu'à la grand'mère, n'eût, jadis, manqué à un usage aujourd'hui disparu avec les lugubres appareils qui l'avaient déterminé. Dès qu'il arrivait à l'une ou à l'autre de passer, — ce qu'elles redoutaient fort, — devant les bois de justice, potences plantées par les seigneurs à un angle de leur territoire, vite elles se signaient en prononçant cette exclamation répulsive : « Dieu me préserve de tes pieds et de tes mains ! » En ces mots, jetés avec un effroi sincère, elles faisaient allusion et s'adressaient mentalement au bourreau, qui s'aide des pieds et des mains pour lancer le patient dans l'éternité.  par F. Fertiault».

## Politique et administration
| Période                                  | Période                      | Identité                                       | Étiquette | Qualité                            |
| ---------------------------------------- | ---------------------------- | ---------------------------------------------- | --------- | ---------------------------------- |
| Les données manquantes sont à compléter. |                              |                                                |           |                                    |
| mars 2001                                | 2005                         | Gérard Schneider                               | DVD       |                                    |
| 2005                                     | En cours (au 5 juillet 2020) | Claude Deloffre Réélu pour le mandat 2020-2026 | Ex UMP-LR | Employé administratif d'entreprise |

### Budget et fiscalité 2023

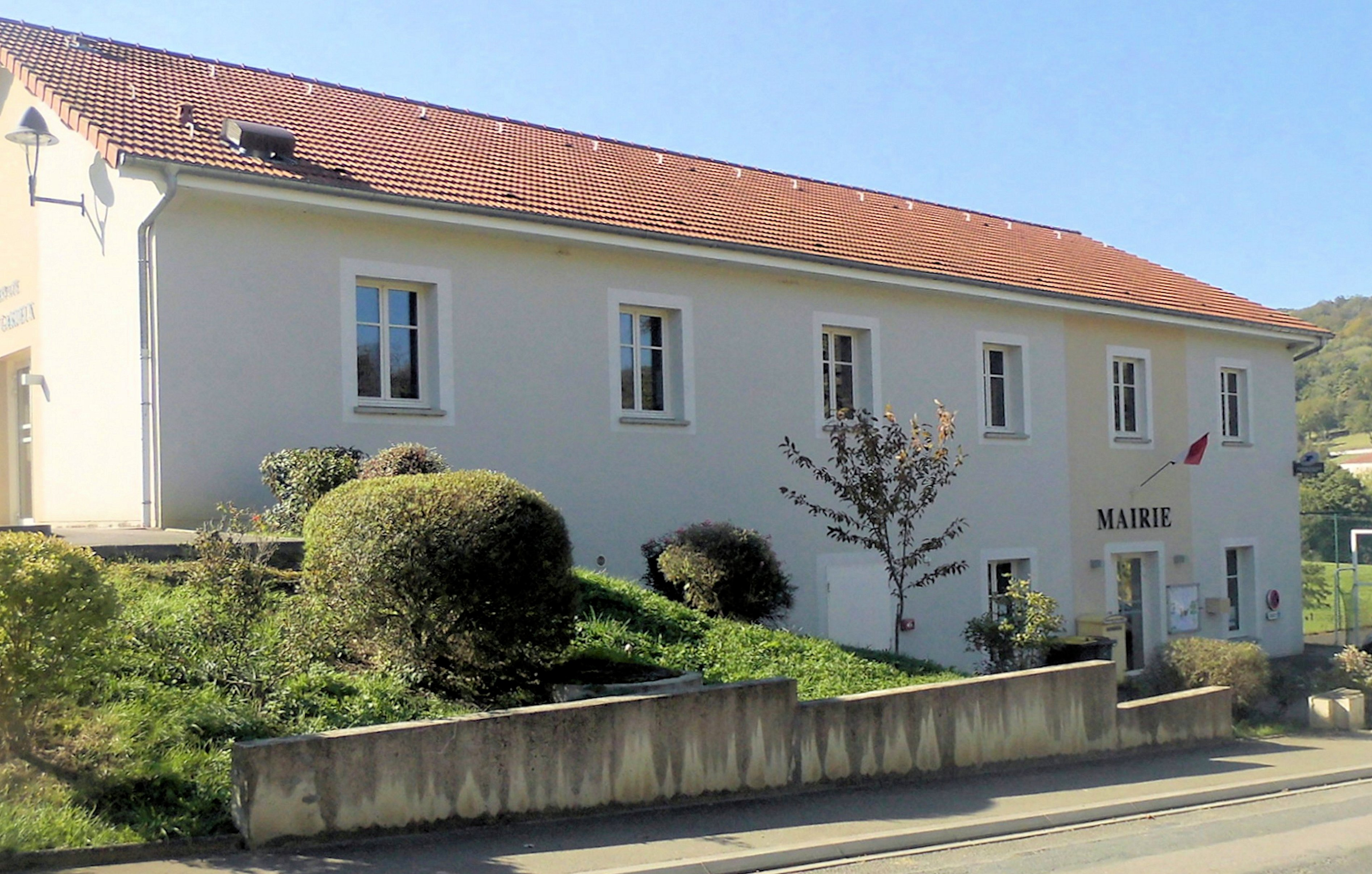
La mairie.

En 2023, le budget de la commune était constitué ainsi :
- total des produits de fonctionnement : 232 000 €, soit 1 105 € par habitant ;
- total des charges de fonctionnement : 216 000 €, soit 1 006 € par habitant ;
- total des ressources d'investissement : 15 000 €, soit 68 € par habitant ;
- total des emplois d'investissement : 249 000 €, soit 1 158 € par habitant ;
- endettement : 195 000 €, soit 909 € par habitant.

Avec les taux de fiscalité suivants :
- taxe d'habitation : 9,32 % ;
- taxe foncière sur les propriétés bâties : 33,11 % ;
- taxe foncière sur les propriétés non bâties : 25,03 % ;
- taxe additionnelle à la taxe foncière sur les propriétés non bâties : 0,00 % ;
- cotisation foncière des entreprises : 0,00 %.

Chiffres clés Revenus et pauvreté des ménages en 2021 : médiane en 2021 du revenu disponible, par unité de consommation : 22 410 €.

## Population et société

### Démographie

#### Évolution démographique
L'évolution du nombre d'habitants est connue à travers les recensements de la population effectués dans la commune depuis 1793. Pour les communes de moins de 10 000 habitants, une enquête de recensement portant sur toute la population est réalisée tous les cinq ans, les populations de référence des années intermédiaires étant quant à elles estimées par interpolation ou extrapolation. Pour la commune, le premier recensement exhaustif entrant dans le cadre du nouveau dispositif a été réalisé en 2006.

En 2022, la commune comptait 211 habitants, en évolution de +0,48 % par rapport à 2016 (Meurthe-et-Moselle : −0,13 %, France hors Mayotte : +2,11 %).
| 1793 | 1800 | 1806 | 1821 | 1831 | 1836 | 1841 | 1846 | 1851 |
| ---- | ---- | ---- | ---- | ---- | ---- | ---- | ---- | ---- |
| 494  | 537  | 607  | 566  | 710  | 598  | 615  | 580  | 561  |

| 1856 | 1861 | 1872 | 1876 | 1881 | 1886 | 1891 | 1896 | 1901 |
| ---- | ---- | ---- | ---- | ---- | ---- | ---- | ---- | ---- |
| 551  | 517  | 514  | 519  | 580  | 494  | 463  | 428  | 422  |

| 1906 | 1911 | 1921 | 1926 | 1931 | 1936 | 1946 | 1954 | 1962 |
| ---- | ---- | ---- | ---- | ---- | ---- | ---- | ---- | ---- |
| 447  | 419  | 350  | 339  | 324  | 283  | 269  | 225  | 212  |

| 1968 | 1975 | 1982 | 1990 | 1999 | 2006 | 2011 | 2016 | 2021 |
| ---- | ---- | ---- | ---- | ---- | ---- | ---- | ---- | ---- |
| 215  | 198  | 165  | 189  | 202  | 198  | 211  | 210  | 211  |

| 2022 | - | - | - | - | - | - | - | - |
| ---- | - | - | - | - | - | - | - | - |
| 211  | - | - | - | - | - | - | - | - |

## Économie

### Entreprises et commerces
H. Lepage signale dans son dictionnaire des communes de Meurthe :
Surf. territ. : 591 hect. en terres lab., 40 en prés, 18 en vignes, 455 en bois. L'hectare semé en blé et orge peut rapporter 15 hectol., en seigle et avoine 18 ; planté en vignes 65. Porcs. Culture des céréales. Moulin à grains et tuilerie, indiquant les traditions agricoles et viticoles de la commune au XIXe siècle.

### Secteur primaire ouAgriculture
Le secteur primaire comprend, outre les exploitations agricoles et les élevages, les établissements liés à l’exploitation de la forêt et les pêcheurs. D'après le recensement agricole 2010 du Ministère de l'agriculture (Agreste), la commune de Vandeléville était majoritairement orientée sur la production de bovins (Viande) (auparavant production de bovins et de lait) sur une surface agricole utilisée d'environ 200 hectares (inférieure à la surface cultivable communale) en nette diminution depuis 1988 - Le cheptel en unité de gros bétail s'est réduit de 498 à 205 entre 1988 et 2010. Il n'y avait plus que 5 exploitations agricoles ayant leur siège dans la commune employant 4 unités de travail. (15 exploitations/15 unités de travail en 1988).

### Tourisme
- Hébergements et restauration à Vroncourt, Aouze, Baudricourt.
- Château de Vandeléville[34].

### Commerces
- Commerces et services de proximité[35].

## Culture locale et patrimoine
- Site inscrit (1983) : l'intégralité du territoire communal est protégé en tant que grand paysage alliant espaces naturels (coteaux, vergers, forêts) et un patrimoine riche (maisons anciennes) et remarquable (châteaux, église...)[36].

### Folklore
Les habitants étaient surnommés «les Coluvris» en lorrain roman ce qui signifie les couleuvres. On faisait ainsi allusion à une prétendue paresse des habitants.

### Lieux et monuments

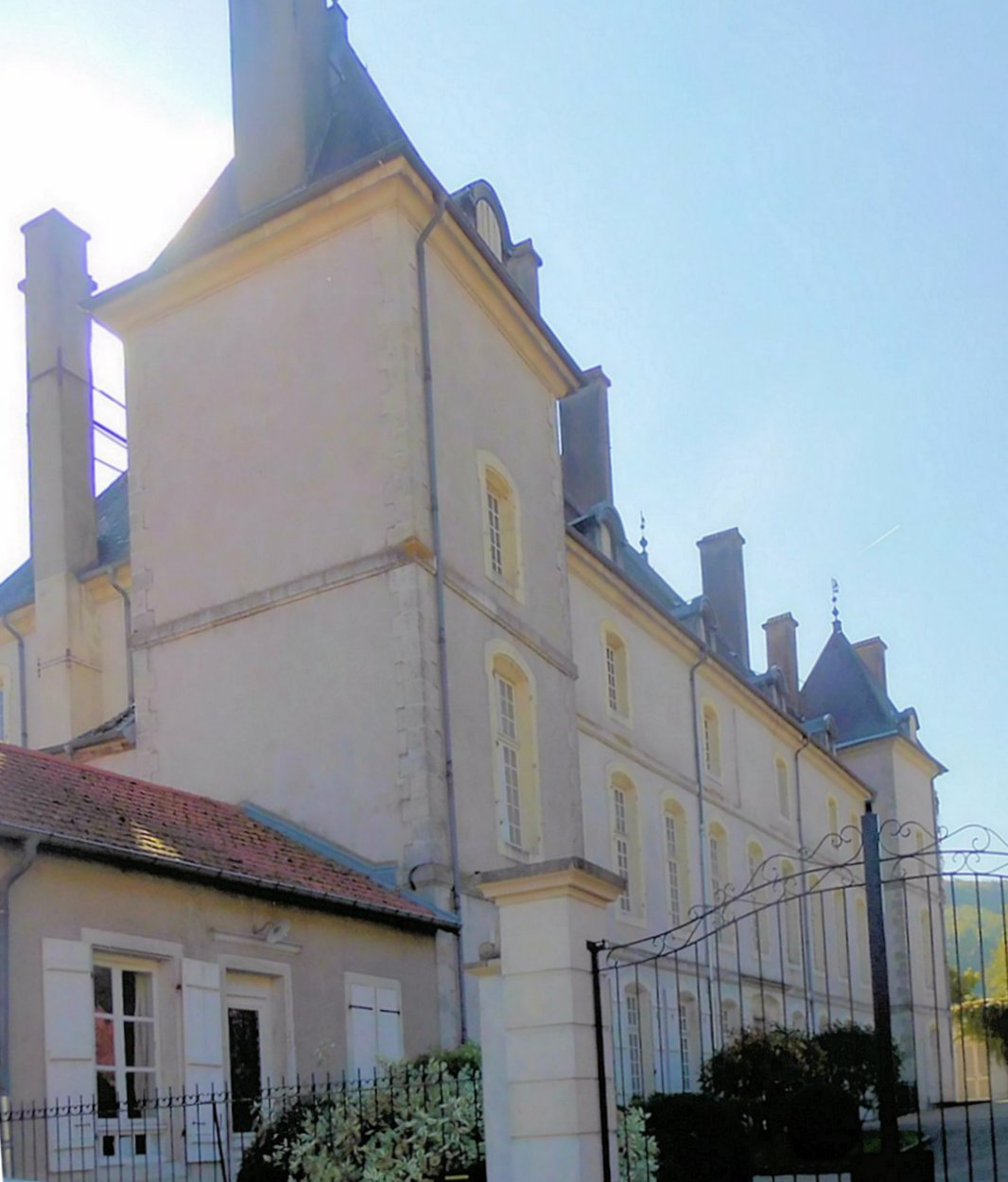
Château de Vandeléville.

- Le Château de Vandeléville[38] date du XVIIIe et sa ferme attenante, possédant un colombier rond du XVIIIe siècle.
- Village-rue.
- Prieuré-cure du XVIIIe construit par la congrégation de Notre-Sauveur comprenant notamment un escalier monumental et une cheminée surmontée d'une fresque (propriété privée).
- Église paroissiale Saint-Léger du XIIe siècle[39] renfermant dans sa crypte le tombeau seigneurial (1620), surmonté de l'arbre généalogique armorié des Cardon de Vidampierre, mutilé pendant la Révolution française[40],[41] ,[42].

Patrimoine mobilier.
* Statue Vierge à l'Enfant.
* Statue Sainte Barbe.
* Statue Sainte Madeleine.
* Statue : Saint Evêque.

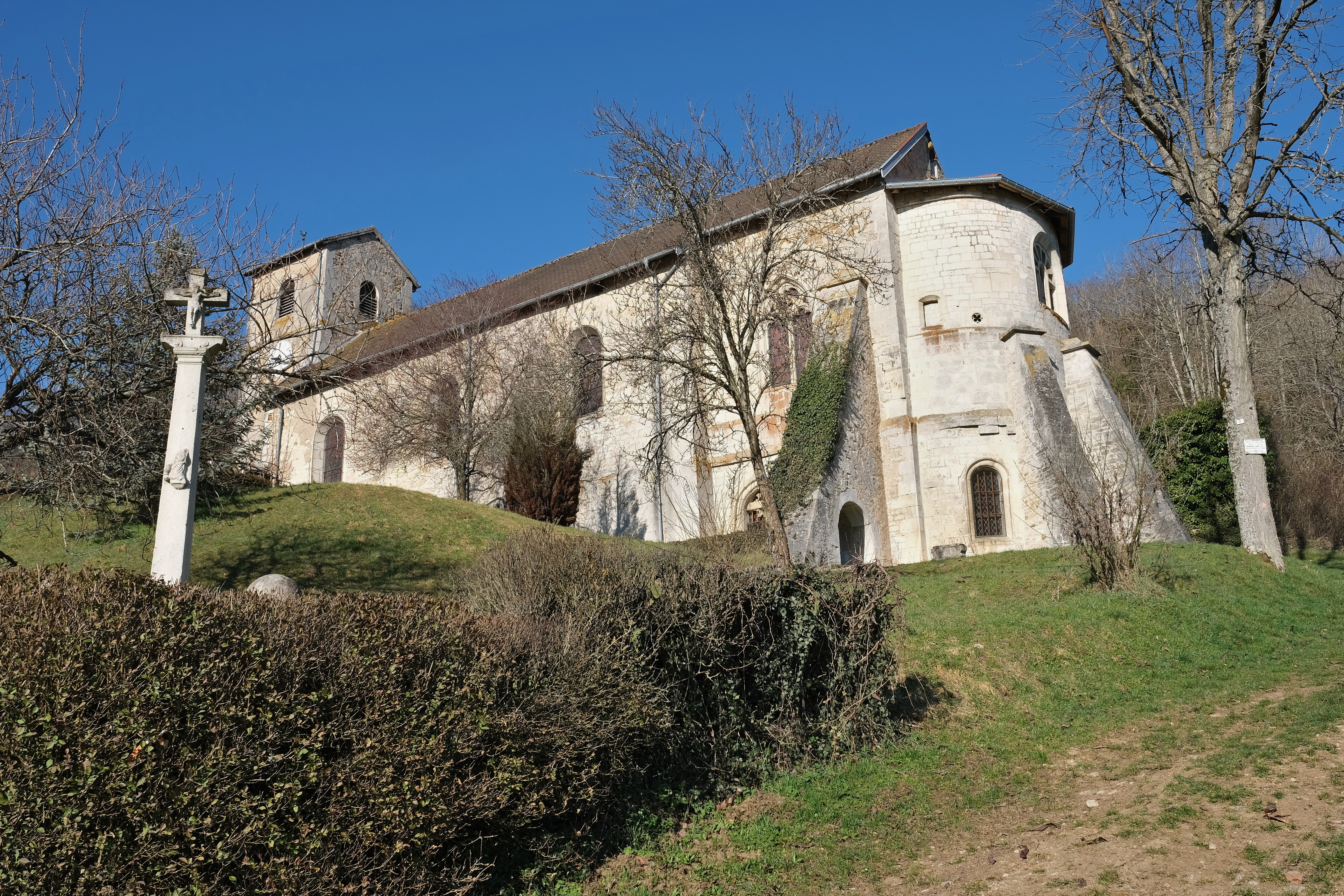
Église paroissiale Saint-Léger.

* Autel, gradin d'autel, tabernacle (maître-autel).
* Ensemble n°2 de 2 chandeliers d'autel
* Croix d'autel.
* Croix de procession n°2.
* Garniture d'autel n°1 (2 chandeliers d'autel, 1 croix d'autel).
* Navette à encens n°2.
* Ensemble n°3 avec 1 navette à encens et 1 cuiller.
* Calice n°3.
* Ciboire n°2.
* Patène n°2.
* Statuette de l'Ecce Homo.
* Statuette de saint Sébastien.
* Ciboire.
- Monument aux morts[61]
- Patrimoine rural recensé par le service régional de l'inventaire général du patrimoine culturel

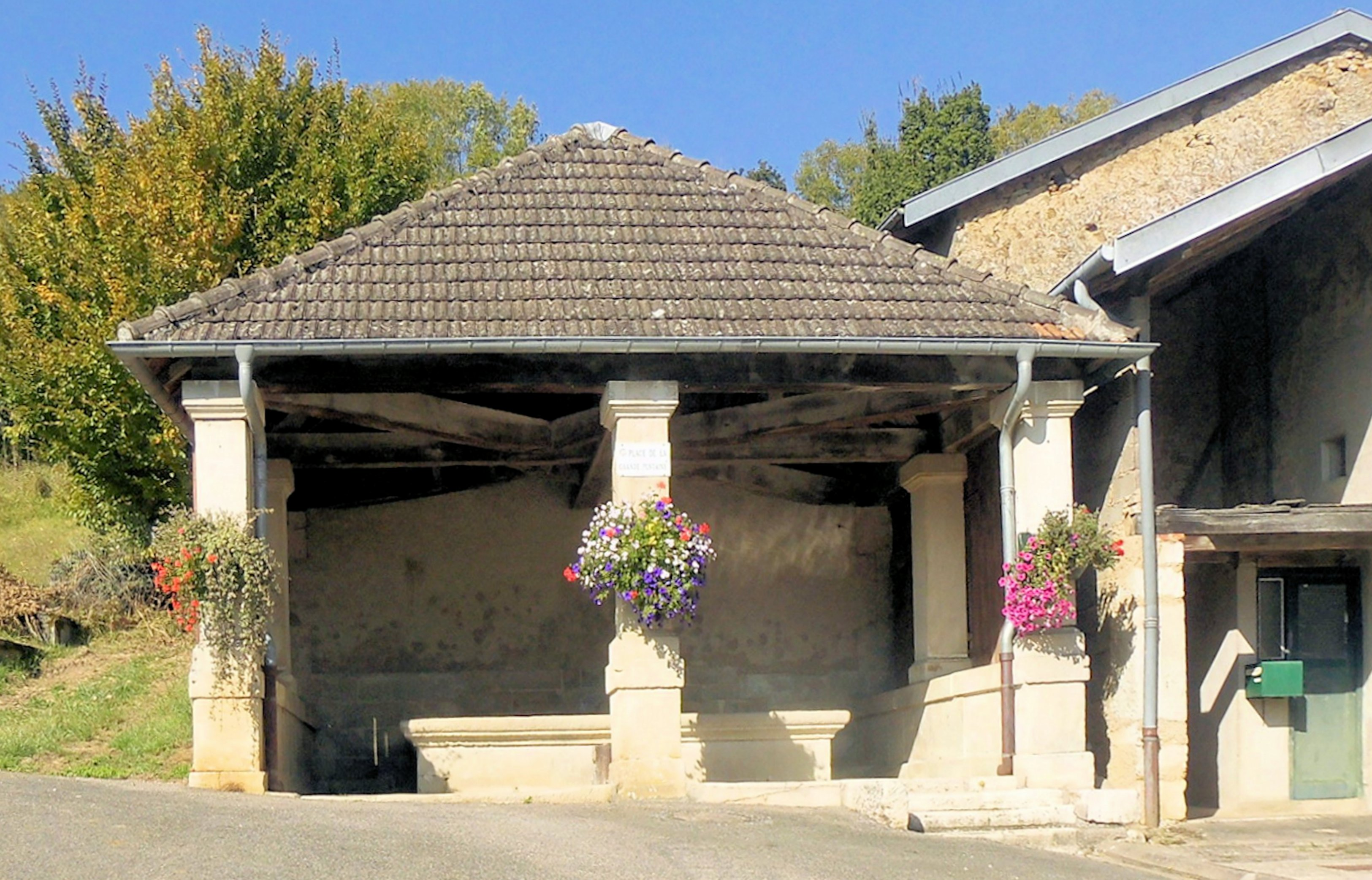
Lavoir au Chemin de la fontaine.
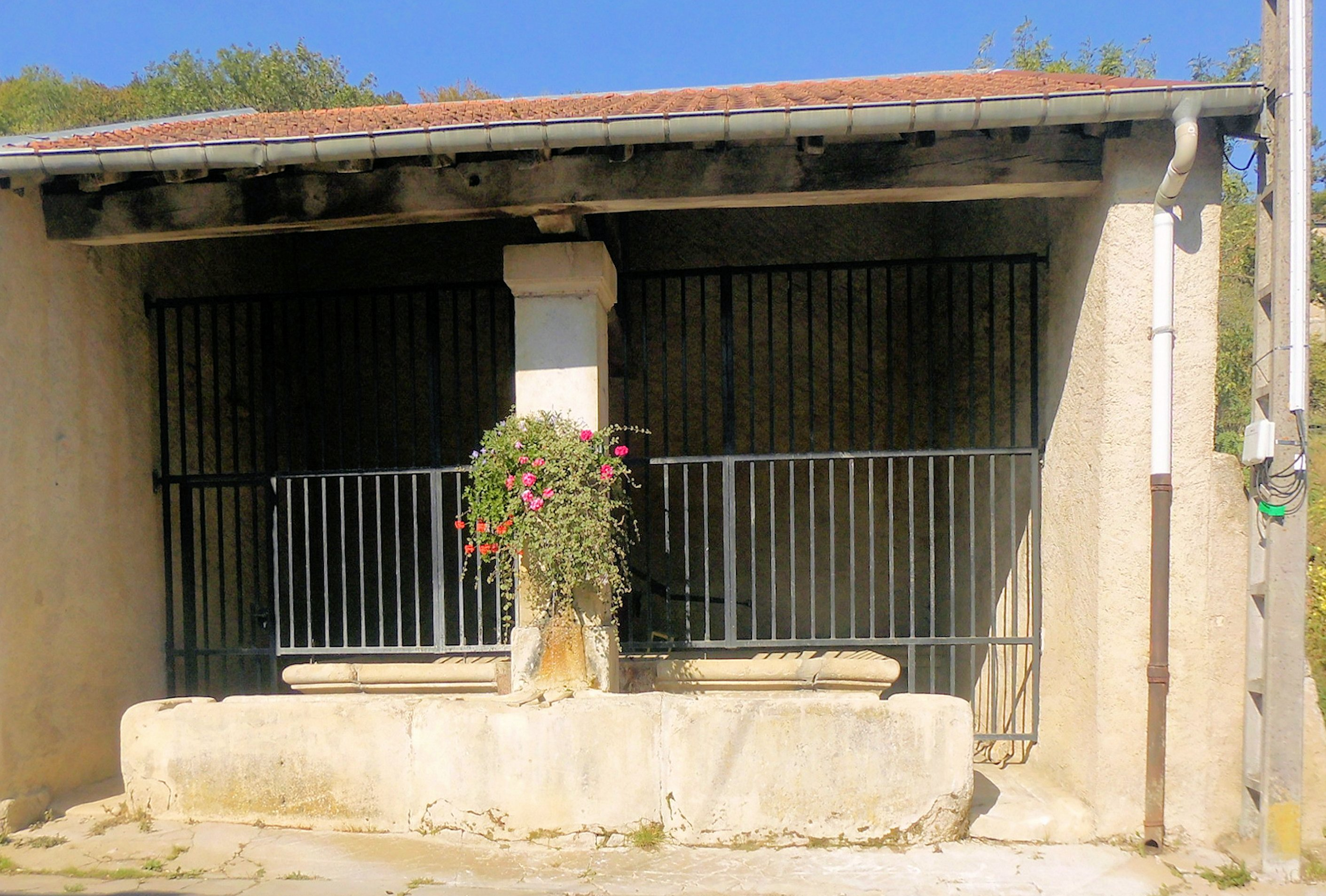
Lavoir Rue de l'Étang.
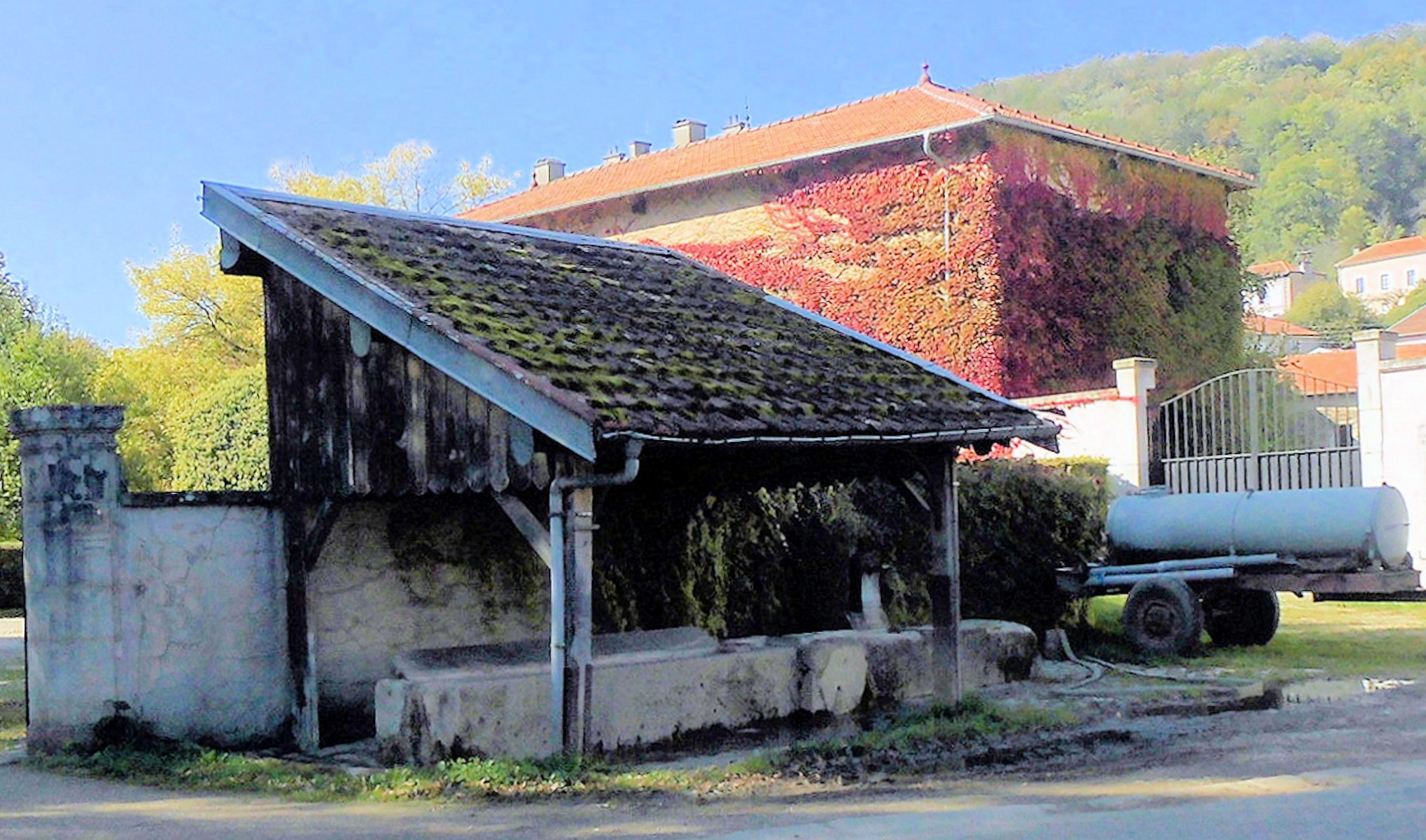
Lavoir au Rue de la Tournelle.

### Personnalités liées à la commune
- François Devaux 1712-1796, plus tard lecteur du roi Stanislas. Il résida à Vandeléville en 1736 et en 1740, il était lié au précepteur des enfants du comte[62].
- Guy Gardeux résistant, membre du réseau Ajax[63],[64].

### Héraldique, logotype et devise
| Blason de Vandeléville | Blason  | De gueules au chevron d'argent accompagné de trois annelets d'or; au chef d'or chargé d'une muraille crénelée de trois pièces d'azur, chaque merlon sommé de deux plus petits du même.                                            |
| Blason de Vandeléville | Détails | Il s'agit des armes de Jean Philippe Cardon, seigneur de Vidampierre, sous-gouverneur des princes, pour lequel la terre de Vandeléville fut érigée en comté le 15 décembre 1723. Le statut officiel du blason reste à déterminer. |